# Liste von Söhnen und Töchtern Stendals
In der Hansestadt Stendal geborene, bedeutende Persönlichkeiten in der Reihenfolge ihres Geburtsjahrgangs:

## 13. bis 18. Jahrhundert

Bartholomäus I Schönebeck

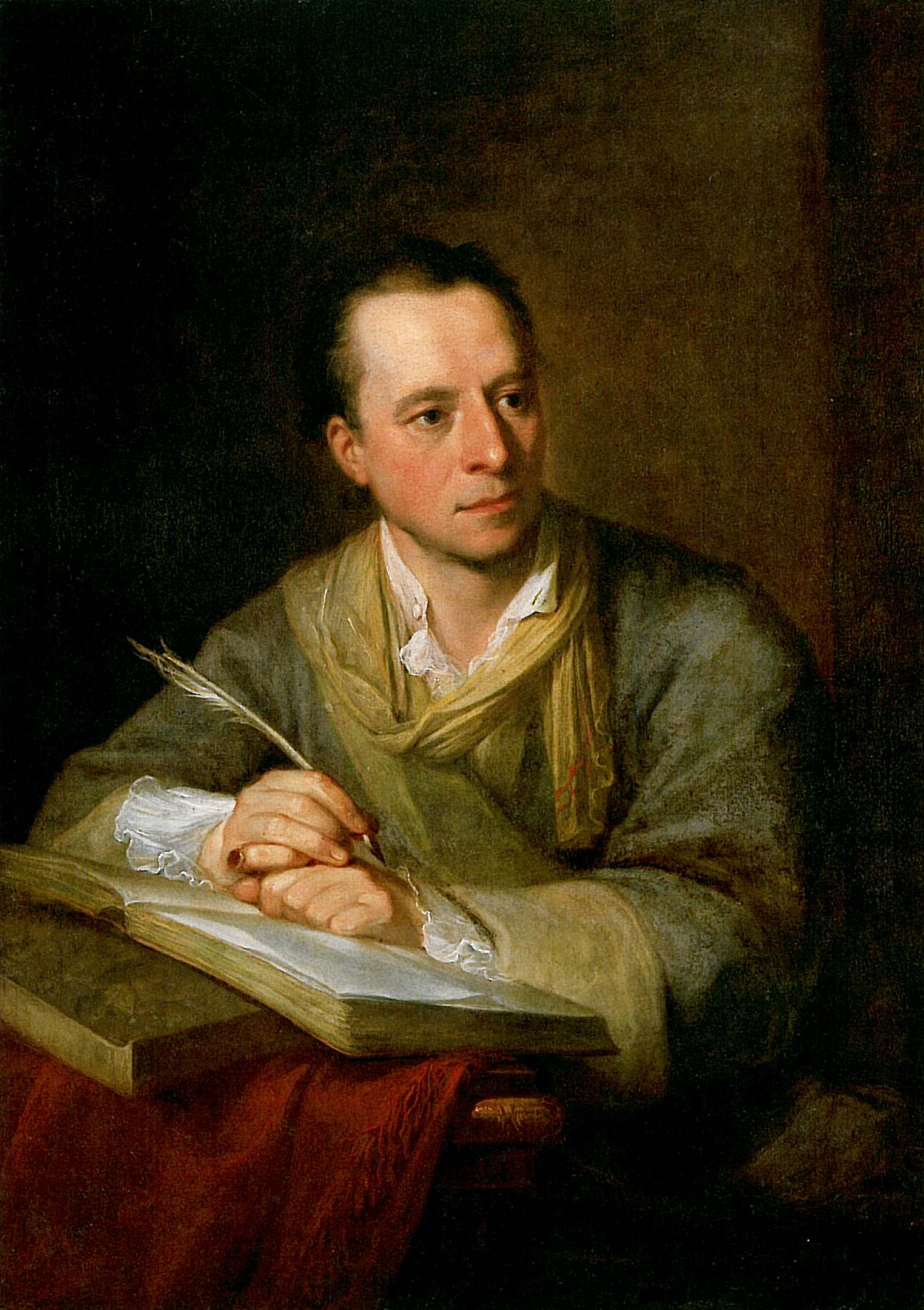
Johann Joachim Winckelmann

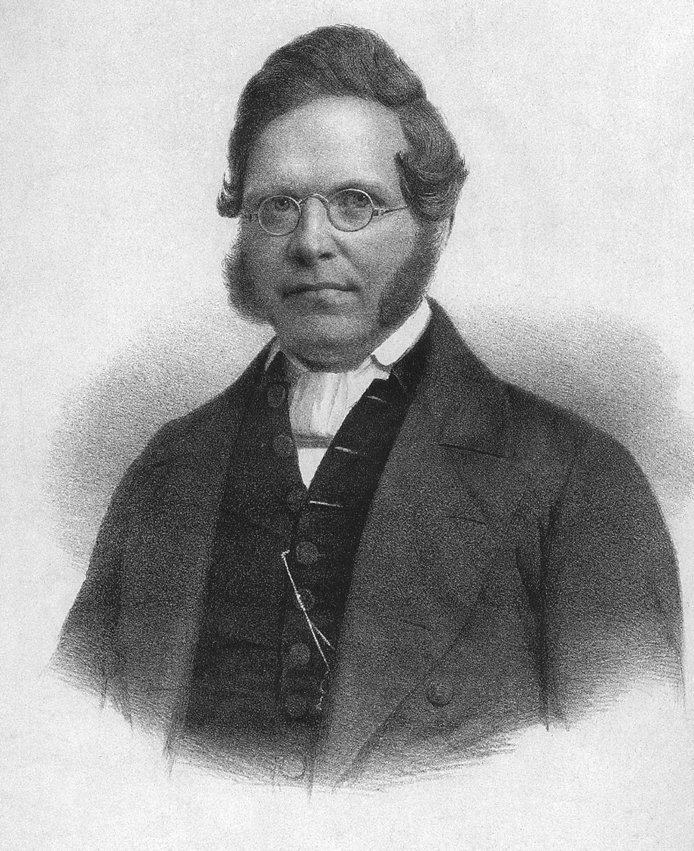
Rudolph Dulon

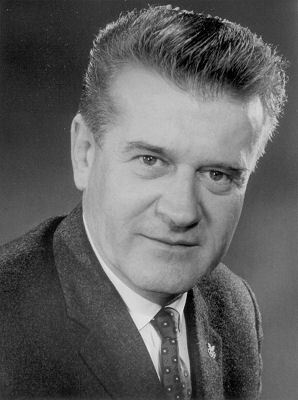
Gerd Mehl

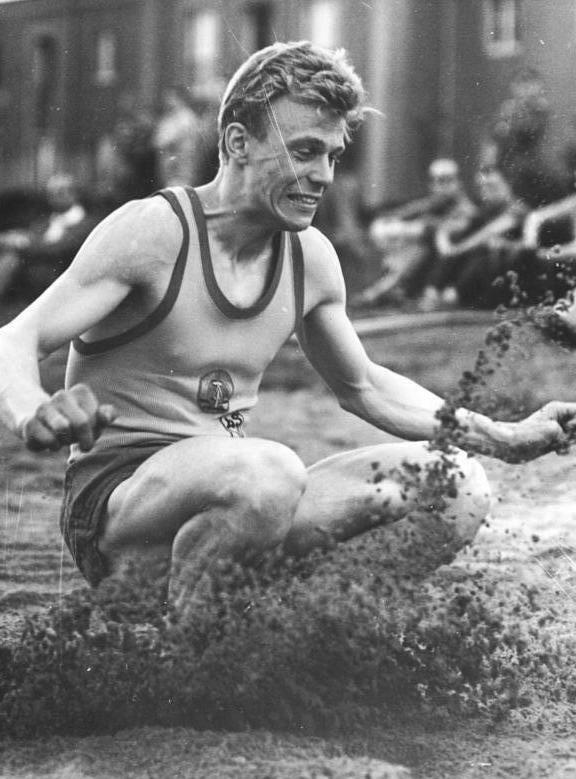
Hans-Jürgen Rückborn

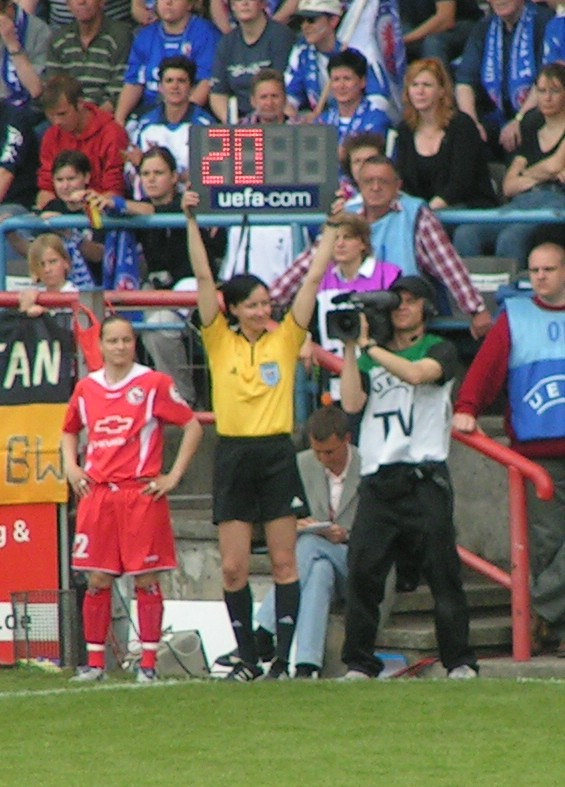
Inka Müller

- Herebord von Bismarck (um 1200–1280), erster nachweisbarer Vertreter des Geschlechts derer von Bismarck
- Dietrich von Portitz (um 1300–1367), Erzbischof von Magdeburg
- Nikolaus von Bismarck (1307–1377), Stendaler Patrizier
- Reyner von Calven (um 1350–1421), Lübecker Ratsherr
- Fritz Grawert (?–1449), Kaufmann und Zirkelherr in Lübeck
- Jacob Schönebeck der Jüngere (1516–1579), Ratsherr, Kämmerer und Bürgermeister in Stendal
- Bartholomäus Schönebeck (1548–1605), Kaufmann, Bürgermeister und Ratsherr in Stendal
- Thomas Sagittarius (1577–1621), Philologe, philosophischer Logiker und Pädagoge
- Benedikt Schönebeck (1597–1665), Bürgermeister in Stendal
- Christoph Schönebeck (1601–1662), Jurist, Kurfürstlicher Geheimer Rat und Archivar
- Christian Luidtke (1621–1686), Bürgermeister in Stendal
- Christoph Praetorius (1631–1713), Jurist, Bibliothekar, Kämmerer und Kirchenlieddichter
- Lucas Heinrich Thering (1648–1722), Theologe
- Germanus Lüdke (1683–1735), Diakon am Dom in Stendal
- Samuel Lenz (1686–1776), Historiker, Jurist und Hochschullehrer
- Peter Gericke (1693–1750), Mediziner, Chemiker und Hochschullehrer
- Johann Joachim Winckelmann (1717–1768), Archäologe und Kunstwissenschaftler
- Johann Christian Dieterich (1722–1800), Verleger
- Dietrich Wilhelm von Schultz (1733–1803), Generalmajor
- Heinrich Julius von Goldbeck (1733–1818), preußischer Justizminister
- Johann Karl August von Schultz (1737–1800), Generalmajor
- Konrad Friedrich Uden (1754–1823), Mediziner
- Friedrich August Göring (1771–1840), Pädagoge
- Heinrich Falckenberg (1771–1845), Verwaltungsbeamter
- Martin Friedrich Rabe (1775–1856), Baumeister
- Karl Friedrich Friccius (1779–1856), Generalauditeur der preußischen Armee
- Ludwig Dietrich Eugen von Gayl (1785–1853), Generalleutnant
- Karl von Froreich (1790–1867), Generalmajor
- Joachim Friedrich Christian Dieterichs (1792–1858), Tierarzt

## 19. Jahrhundert
- Emil von Bornstedt (1804–1885), preußischer Generalleutnant
- Adelbert von Bornstedt (1807–1851), Publizist und 1848er Revolutionär
- Rudolph Dulon (1807–1870), Theologe und Revolutionär
- Friedrich Loeffler (1815–1874), Militärarzt
- Amand von Ruville (1816–1884), Generalmajor
- Franz von Voß (1816–1907), preußischer Politiker
- Wilhelm von Voss (1819–1893), preußischer Generalleutnant
- Friedrich Hermann Haacke (1824–1899), Mediziner, Ehrenbürger von Stendal
- Hermann Fliege (1829–1907), Komponist
- Johannes Streccius (1831–1889), Sprachforscher, preußischer Offizier, zuletzt Generalleutnant
- Rudolf Baxmann (1832–1869), evangelischer Theologe und Autor
- Hans Fritsche (1832–1898), Kommunalpolitiker
- Felix Streccius (1833–1889), preußischer Offizier, zuletzt Generalmajor
- Werner Nolopp (1835–1903), Lehrer, Dirigent, Chorleiter und Komponist
- Leo August Pochhammer (1841–1920), Mathematiker
- Max Treu (1842–1915), Byzantinist
- Otto Schoetensack (1850–1912), Paläoanthropologe
- Richard Zeckwer (1850–1922), Komponist
- Paul Mohr (1851–1939), Pädagoge, Schuldirektor und wissenschaftlicher Autor
- Emil Döblin (1853–1918), Gewerkschafter
- Thilo von Westernhagen (1853–1920), General der Infanterie
- Franz Fettback (1854–1939), Papierwaren-, Kartonagefabrikant und Steindruckereibesitzer in Hannover
- Gustav Meinecke (1854–1903), Publizist, Zeitschriftenherausgeber und Verleger
- Adolf Trenckmann (1856–1932), Politiker, Bürgermeister von Neuruppin
- Christian Wilhelm Arminius (1861–1917), Schriftsteller und Gymnasialprofessor
- Frieda Menshausen-Labriola (1861–1939), Miniatur- und Porträtmalerin
- Franz Lusensky (1862–1924), Ministerialbeamter
- Ernst Grosse (1862–1927), Ethnologe und Kunstsammler
- Max Immelmann (1864–1923), Arzt und Radiologe
- Wilhelm von Bismarck (1867–1935), Jurist und preußischer Landrat
- Wilm von Stein-Liebenstein (1869–1954), Politiker (DNVP)
- Gertrud Jungnickel (1870–1947), Porträtmalerin in Freiburg im Breisgau
- Otto Borngräber (1874–1916), Schriftsteller, Dramatiker und Dramaturg
- Max Ebert (1879–1929), Vorgeschichtler, Professor in Königsberg, Riga und Berlin
- Eckhard von Schack (1879–1961), Diplomat
- Walter Kleinow (1880–1944), Maschinenbauingenieur, Konstrukteur und Erfinder
- Otto Kramer (1880–nach 1950), Politiker (LDP)
- Wilhelm Bonatz (1883–?), Polizist und Gestapo-Mitarbeiter
- Gustav Köhler (1885–1952), Politiker (KPD)
- Ernst Pörner (1886–1965), Pädagoge und Heimatforscher
- Elsbeth Heise (1892–1977), Krankenschwester
- Alfred Ernst (1895–1953), NSDAP-Reichstagsabgeordneter
- Friedrich Wilhelm Elchlepp (1897–1956), Kurator
- Oscar Dieling (1898–1971), Journalist und Politiker (DDP, FDP)
- Curt Röding (1898–1969), Volkswirt und Kommunalpolitiker (NSDAP)
- Ludwig Turek (1898–1975), KPD-Mitglied und Schriftsteller
- Bernhard Wentzel (1899–1977), Kameramann, Filmregisseur und -produzent

## 20. Jahrhundert

### 1901 bis 1950
- Heinz Assmann (1904–1954), Marineoffizier
- Anne-Gudrun Meier-Scherling (1906–2002), Juristin
- Gerhard Schröder (1908–1944), Historiker
- Hans Jütting (1909–1999), Manager und Stiftungsgründer, Ehrenbürger von Stendal
- Freidank Kuchenbuch (1910–1942), Prähistoriker
- Gerd Rinck (1910–2007), Jurist und Politiker (CDU)
- Fritz Wittenbecher (1910–?), Fußballspieler und -trainer
- Otto Hanebuth (1911–1988), Sportwissenschaftler
- Herbert von Buttlar (1912–1976), klassischer Archäologe
- Hans Cain (1919–1983), Mediziner
- Gerd Mehl (1922–2001), Sportreporter
- Paul-Friedrich Strauß (* 1922), General der Bundeswehr
- Irina Korschunow (1925–2013), Schriftstellerin
- Karl-Heinz Schirmer (* 1926), Germanist
- Erich Stockmann (1926–2003), Musikethnologe
- Werner Zöhl (1926–2012), Maler
- Rudolf Wiechert (1928–2013), Chemiker
- Joachim Rohlfes (1929–2025), Geschichtsdidaktiker und Historiker
- Gerhard Geise (1930–2010), Mathematiker
- Hansi Alpert (1932–2025), Fußballspieler
- Günter Matthias (1934–2015), Tischtennisspieler
- Anette Brandhorst (1936–1999), Kunstsammlerin
- Peter Kittelmann (1936–2003), Politiker (CDU)
- Kurt Liebrecht (1936–2022), Fußballspieler
- Wilfried Klingbiel (* 1939), Fußballspieler
- Hans-Dieter Neidel (* 1939), Boxer
- Hans-Jürgen Rückborn (* 1940), Leichtathlet und Olympiateilnehmer
- Wolfgang Eschker (* 1941), Slawist, Schriftsteller und Übersetzer
- Karl-Heinz Kago (1941–2021), Unternehmer
- Johannes Metzdorf-Schmithüsen (* 1941), evangelischer Theologe, Schauspieler und Radiosprecher
- Thomas Schmidt (1942–2008), Schauspieler und Mediziner
- Hans Mendau (1942–2014), Grafiker
- Fredrik Vahle (* 1942), Germanist, Übersetzer und Liedermacher
- Gerd Gies (* 1943), Tierarzt, nach 1990 erster Ministerpräsident Sachsen-Anhalts
- Michael Stoeber (* 1943), Kunsthistoriker
- Heinz-Ulrich Walther (* 1943), Eiskunstläufer und -preisrichter
- Eckhard Erxleben (* 1944), Lyriker
- Gisela Graichen (* 1944), Fernsehjournalistin
- Dieter M. Weidenbach (* 1945), Maler und Grafiker
- Horst Stottmeister (* 1948), Ringer
- Rainer Eigendorff (* 1949), Theaterregisseur
- Jörg-Michael Koerbl (* 1950), Schriftsteller, Dramaturg, Regisseur und Schauspieler
- Gudrun „Gigi“ Meixner (* um 1950), Dekorateurin und Kunstsammlerin, seit 1968 mit US-amerikanischen Musiker Herbie Hancock verheiratet, lebt in Los Angeles

### 1951 bis 2000
- Gerd Schlaak (* 1952), Politiker (CDU)
- Eberhard Tiefensee (* 1952), Professor für Philosophie
- Bernd Zorn (* 1952), Ingenieur und Mechanikermeister
- Detlev Lehmann (* 1954), Politiker (SPD)
- Wolfgang Weiß (* 1954), Politiker (Die Linke)
- Klaus Martin Kopitz (* 1955), Musikwissenschaftler und Komponist
- Detlef Müller (* 1955), Politiker (SPD)
- Andreas Crusius (* 1956), Präsident der Ärztekammer Mecklenburg-Vorpommern
- Lothar Mittag (* 1956), Restaurator
- Rainer Karlsch (* 1957), Wirtschaftshistoriker
- Arnulf Wenning (* 1957), Popsänger
- Ilse Wischer (* 1959), Linguistin
- Niko Schlenker (* 1960), Komponist
- Ramona Nique (* 1961), Politikerin (FDJ)
- Ralf Seibicke (* 1961), Beamter
- Hardy Güssau (* 1962), Landtagsabgeordneter
- Carola Hornig (* 1962), Ruderin
- Andrea Jennert (* 1962), Schriftstellerin
- Kerstin Werner (* 1968), Hörfunkmoderatorin
- Elmar Harbrecht (* 1969), Volleyballspieler
- Kathrin Rösel (* 1970), Politikerin (CDU)
- Dominik Marks (* 1975), Fußballschiedsrichter
- Anke Wichmann (* 1975), Radrennfahrerin
- Aimée Gneist (* 1976), Schauspielerin
- Inka Müller (* 1976), Fußballschiedsrichterin
- Aline Staskowiak (* 1976), Schauspielerin und Synchronsprecherin
- Sven Reese (* 1976), Schauspieler
- Nora Jokhosha (* 1977), Schauspielerin
- Torsten Schemmel (* 1979), Schauspieler
- Claudia Engelmann (* 1980), Politikerin (Die Linke)
- Dominik Bliefert (* 1981), Schauspieler
- Marten Krebs (* 1981), Schauspieler
- Xenia Kühn (* 1981), Politikerin (CDU)
- Marcus Faber (* 1984), Politiker (FDP)
- Christopher Lamprecht (* 1985), Fußballspieler
- Matthias Büttner (* 1990), Politiker (AfD)
- Franco Flückiger (* 1991), Fußballspieler
- Bastian Sieler (* 1987), Oberbürgermeister

## 21. Jahrhundert
- Moritz Berg (* 2003), Fußballspieler